# Ібаї Гомес
Ібаї Гомес (ісп. Ibai Gómez, нар. 11 листопада 1989, Більбао) — іспанський футболіст, нападник клубу «Алавес».
Грав за збірну Країни Басків.

## Клубна кар'єра
Народився 11 листопада 1989 року в місті Більбао. Вихованець футбольної школи клубу «Сантутучу». Дорослу футбольну кар'єру розпочав 2008 року в основній команді того ж клубу, в якій провів один сезон, взявши участь у 31 матчі чемпіонату.  Більшість часу, проведеного у складі цього клубу, був основним гравцем атакувальної ланки команди.
До складу «Сестао Рівер» приєднався 2009 року. Відіграв за клуб із Сестао наступний сезон своєї ігрової кар'єри. Граючи у складі «Сестао Рівер» також здебільшого виходив на поле в основному складі команди.
2010 року уклав контракт з клубом «Атлетік Більбао», наступний рік своєї кар'єри гравця провів у команді дублерів «Більбао Атлетік», де був одним з головних бомбардирів команди, маючи середню результативність на рівні 0,5 голу за гру першості.
До основного складу «Атлетіка» приєднався 2011 року. Протягом 6 сезонів в основній команді «Атлетіка» взяв участь у 101 матчі національного чемпіонату.
Влітку 2016 року перейшов до складу «Алавеса».

## Виступи за збірну
2012 року дебютував в офіційних матчах у складі невизнаної ФІФА й УЄФА збірної Країни Басків, відначившись у першому ж матчі забитим голом.

## Титули і досягнення
- Володар Суперкубка Іспанії (2):

«Атлетік» (Більбао): 2015, 2020